# Fernande Hölscher
Fernande Hölscher (geb. Scheid, * 1944) ist eine deutsche Klassische Archäologin.

## Leben
Von 1963 bis 1970 studierte Fernande Hölscher Klassische Archäologie, Gräzistik und Alte Geschichte in Freiburg, Heidelberg, Würzburg, Köln und Bryn Mawr. 1972 wurde sie an der Universität Würzburg bei Erika Simon promoviert. Anschließend schrieb sie zwei Bände des Corpus Vasorum Antiquorum Deutschland für Bestände der Antikensammlung des Martin von Wagner Museums. Über viele Jahre war sie Lehrbeauftragte für Klassische Archäologie an der Universität Konstanz.
Seit 1967 ist sie mit dem Klassischen Archäologen Tonio Hölscher verheiratet, mit dem sie zwei Söhne und zwei Töchter hat.

## Veröffentlichungen
- Die Bedeutung archaischer Tierkampfbilder (= Beiträge zur Archäologie. 5, ISSN 0175-3762). Triltsch, Würzburg 1972, (Zugleich: Würzburg, Universität, Dissertation, 1972).
- Corpus Vasorum Antiquorum. Deutschland. Band 39: Würzburg, Martin-von-Wagner-Museum. Band 1. C. H. Beck, München 1975, ISBN 3-406-00939-5.
- Corpus Vasorum Antiquorum. Deutschland. Band 46: Würzburg, Martin-von-Wagner-Museum. Band 2. C. H. Beck, München 1981, ISBN 3-406-07646-7.
- Die Macht der Gottheit im Bild. Archäologische Studien zur griechischen Götterstatue. Verlag Antike, Heidelberg 2017, ISBN 978-3-946317-15-9.